# Ribeira Brava (Madeira)
Ribeira Brava is een gemeente in het Portugese autonome gebied Madeira.
De gemeente heeft een totale oppervlakte van 65 km² en telde 12.494 inwoners in 2001.
De gelijknamige plaats heeft 5900 inwoners.

## Plaatsen
- Campanário
- Ribeira Brava
- Serra de Água
- Tabua